# Эпифора (литература)
Эпи́фора (от др.-греч. ἐπιφορά — добавка) — стилистический приём, заключающийся в повторении одних и тех же звуковых сочетаний в словах или слов в синтагмах в конце смежных или близко расположенных друг к другу ритмических рядов: стихов, строф и т. п. Противоположна анафоре.

## Примеры использования
«Фестончики, все фестончики: пелеринка из фестончиков, на рукавах фестончики, эполетцы из фестончиков, внизу фестончики, везде фестончики.»— Н. В. Гоголь

— Лес не тот!
— Куст не тот!
— Дрозд не тот!— М. Цветаева

Отчего я титулярный советник? Почему именно титулярный советник?— Н. В. Гоголь

Милый друг, и в этом тихом доме
Лихорадка бьет меня.
Не найти мне места в тихом доме
Возле мирного огня!— А. Блок